# T-64
 T-64 este un tanc principal de luptă dezvoltat și folosit de Uniunea Sovietică în timpul Războiului Rece. Tancul a fost un proiect fundamental diferit de predecesorii săi, seria T-54/55 și T-62. Considerat a fi un model avansat, T-64 nu fost exportat, fiind folosit doar de către Armata Sovietică în timpul Războiului Rece. T-64 a fost predecesorul tancului T-80, la rândul său considerat a fi un design avansat în comparație cu modelul T-72. După destrămarea Uniunii Sovietice, stocurile de tancuri T-64 au fost preluate de Rusia, Ucraina și Uzbekistan.